# John Patrick Cody
John Patrick Cody (Saint Louis (Missouri), 24 december 1907 - Chicago, 25 april 1982) was een Amerikaans geestelijke en kardinaal van de Rooms-Katholieke Kerk.

## Opleiding en vroege loopbaan
Cody was een zoon van Thomas Joseph Cody en Mary Begley. Hij bezocht het seminarie van Saint Louis en studeerde vervolgens aan de Pauselijke Urbaniana Universiteit in Rome en aan het Pauselijk Atheneum San Apollinare aldaar. Hij werd op 8 december 1931 priester gewijd door kardinaal Francesco Marchetti Selvaggiani en werkte vervolgens aan het Noord Amerikaans College in Rome, terwijl hij een nevenaanstelling had bij het Staatssecretariaat van de Heilige Stoel. In 1938 keerde hij terug naar de Verenigde Staten, waar hij secretaris werd van de aartsbisschop van Saint Louis. In 1939 benoemde de paus hem tot pauselijk kamerheer en in 1940 werd hij kanselier van het aartsbisdom.

## Bisschop
In 1947 werd Cody door paus Pius XII benoemd tot titulair bisschop van Apollonia en tot hulpbisschop van Saint Louis. Hij ontving zijn bisschopswijding uit handen van Joseph Elmer Ritter, aartsbisschop van Saint Louis. Zijn bisschoppelijk motto was ontnomen uit het Magnificat: Magnificat anima mea ([De Heer] maakt mijn ziel groot). In 1954 werd Cody door dezelfde paus benoemd tot coadjutor van het bisdom Kansas City-Saint Joseph. Een jaar later was hij even apostolisch administrator van datzelfde diocees om in 1956 te worden benoemd tot residerend bisschop aldaar. Cody werd in 1961 door paus Johannes XXIII benoemd tot aartsbisschop-coadjutor van New Orleans en tot titulair aartsbisschop van Bostra. Aartsbisschop Cody nam deel aan het Tweede Vaticaans Concilie. In 1964 werd hij aartsbisschop van New Orleans en nog geen jaar later plaatste paus Paulus VI hem over naar de aartsdiocesane zetel van Chicago.

## Kardinaal
Tijdens het consistorie van 26 juni 1967 creëerde paus Paulus hem kardinaal. Hij kreeg de Santa Cecilia als titelkerk. Kardinaal Cody nam deel aan de beide conclaven van 1978; aan dat van augustus dat leidde tot de verkiezing van paus Johannes Paulus I en aan dat van oktober waarbij paus Johannes Paulus II werd gekozen. Zijn tijd in Chicago werd onderwijl overschaduwd door tal van schandalen. Zo werd hij er jarenlang van beschuldigd een geheime minnares te hebben. Ook deed de federale regering onderzoek naar de verduistering van gelden. Na Codys dood, hij overleed aan de gevolgen van een hartaanval, moest zijn opvolger Joseph Bernardin proberen de rust in het aartsbisdom wat te herstellen. Pas toen ook kwam de omvang aan het licht van het seksueel misbruik dat priesters in het aartsbisdom tijdens Codys bewind (en vaak met medeweten van het aartsbisdom) hadden gepleegd.